# Karl Heinz Hellwege
Karl Heinz Hellwege (* 23. Oktober 1910 in Bremerhaven; † 12. April 1999 in Darmstadt) war ein deutscher Festkörperphysiker.

## Leben
Hellwege studierte ab 1929 Physik in Marburg, München (ab 1930), Kiel (ab 1931) und an der Universität Göttingen, wo er 1934 bei Robert Wichard Pohl und James Franck promoviert wurde (Einfluß kleiner mechanischer Spannungen auf den elektrischen Widerstand von Chromnickeldrähten) und sich 1939 über langwellige Infrarotstrahlung bei Georg Joos habilitierte. Ab 1935 war er Assistent am Zweiten Physikalischen Institut. 
Er war seit 1933 Mitglied der SA und wurde im SA Reitersturm Oberscharführer, außerdem war er Mitglied im NS-Dozentenbund. Am 15. Juni 1937 beantragte er die Aufnahme in die NSDAP und wurde rückwirkend zum 1. Mai 1937 aufgenommen (Mitgliedsnummer 5.692.555). Im Zweiten Weltkrieg war er unabkömmlich mit kriegswichtiger Forschung im Nachrichtenmittelversuchskommando der Marine beschäftigt.  Dafür erhielt er im November 1944 das Kriegsverdienstkreuz. Ab 1941 war er kommissarischer Leiter des Zweiten Physikalischen Instituts an der Universität Göttingen und erreichte dessen Anerkennung als Spezialbetrieb der Rüstungsindustrie. 
Nach dem Krieg verlor er zunächst seine Stelle im Rahmen des Entnazifizierungsverfahrens (er galt unter Göttinger Physikern als Anhänger der Nationalsozialisten) und erhielt sie erst 1948 wieder. Er befasste sich wieder mit Festkörperphysik und veröffentlichte mit seiner Frau Anne Marie Röver-Hellwege viele Arbeiten über Energieniveaus in Kristallen, besonders Seltenen Erden. Er wurde 1950 außerplanmäßiger Professor in Göttingen und 1952 Professor für Technische Physik am Institut für Technische Physik der TU Darmstadt, wohin schon ein Jahr zuvor sein Freund Hans König aus Göttingen berufen worden war. Hellwege trat in Darmstadt die Nachfolge von Richard Vieweg an. Er wurde später Direktor des Instituts für technische Physik und außerdem 1955 bis 1968 des 1951 gegründeten Deutschen Kunststoffinstituts. 
In den späten 1960er Jahren zog er sich aufgrund der Studentenunruhen und der 1967 erfolgten Entlassung seines Freundes Hans König, der seine NS-Vergangenheit bei der Berufung nach Darmstadt verschwiegen haben soll, aus der Akademischen Selbstverwaltung völlig zurück.
Ein wesentliches Verdienst von Hellwege ist die Initiative für den Sonderforschungsbereich 65 "Festkörperspektroskopie", der 1969 von der DFG eingerichtet wurde und bis 1986 andauerte. Bereits 1976 emeritierte Karl Heinz Hellwege.
Er war seit 1950 Mitherausgeber des Landolt-Börnstein, wozu ihn Arnold Eucken heranzog. Hellwege war über dreißig Jahre der Herausgeber. Er war Hauptverantwortlicher für die 6. Auflage und initiierte 1960 die Neue Serie.
Als nach dem Zweiten Weltkrieg die Kühlung mit flüssigem Helium nicht möglich war, verwendete er flüssigen Wasserstoff für seine Experimente, wobei er bei einem Laborunfall einige Finger verlor.
Hellwege starb im Alter von 89 Jahren in Darmstadt. Er wurde auf See bestattet.

## Ehrungen
- 1944: Kriegsverdienstkreuz

## Schriften
- Einführung in die Physik der Molekeln. Heidelberger Taschenbücher. Springer, 1974, 2. Auflage 1990
- Einführung in die Festkörperphysik. Heidelberger Taschenbücher. 2 Bände. Springer, 1968, 3. Auflage 1988 (in einem Band).
- Einführung in die Physik der Atome. Wolfenbütteler Verlagsanstalt, 1949. Neuauflagen: Springer, 1964, 1970, 1974 (Heidelberger Taschenbücher).